# Pietro Adami
Pedro Adami foi um pintor italiano de vistas costeiras e marinhas ou Veduta, ativo ao redor do ano de 1730.